# Anello del Rinascimento
L'Anello del Rinascimento è un percorso ciclo/pedonale lungo più di 170 chilometri attorno alla città di Firenze. Il percorso oltrepassa boschi e campi coltivati, castelli, pievi antiche, sfiora monasteri e si spinge fino al cuore di Firenze, di Fiesole e di altri comuni della provincia fiorentina. Ha come punto di riferimento centrale il Duomo di Firenze, opera di Filippo Brunelleschi.